# Écriture manuscrite

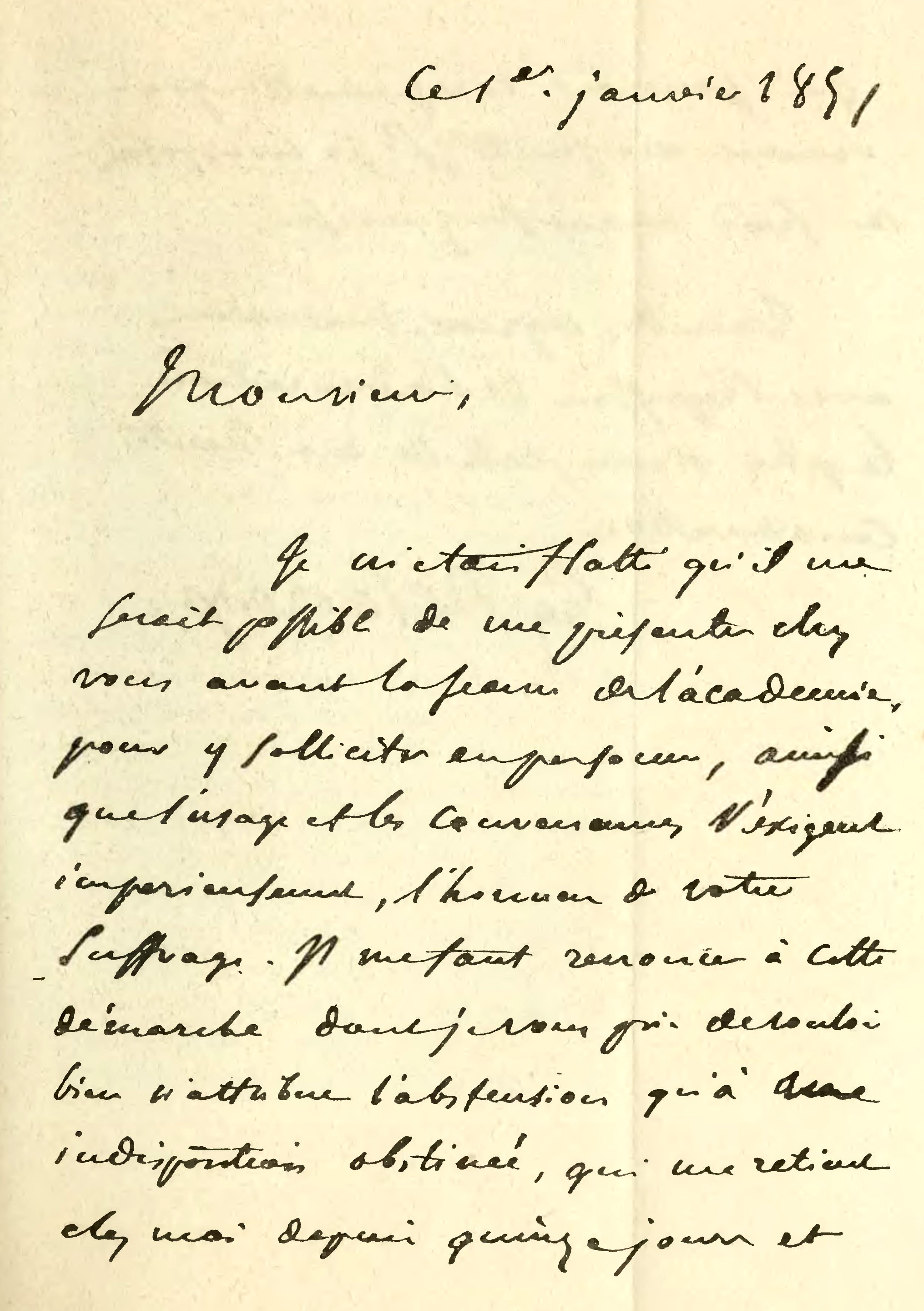
Fac-similé d’une lettre manuscrite d’Eugène Delacroix à Ingres (1851).

L’écriture manuscrite est l'acte d'écrire avec la main, de réaliser un manuscrit.
On parle plus rarement de manuscriture, terme signifiant littéralement « écriture manuscrite » mais qui n’est cependant pas employé dans ce sens général. C’est un néologisme savant pour différencier de l’écriture au sens actuel, qui sous-entend « une visée ou présupposition d’un passage à l’imprimé », l’écriture de textes médiévaux comprise comme une notation par un tiers sachant écrire, de propos essentiellement oraux, autrement dit dissociant l’« auteur » et le « scripteur ». Au Moyen Âge, la manuscriture était enregistrement par écrit de paroles dictées a hautes voix. Elle a profondément conditionné la réception et l’histoire de la littérature française du Moyen Âge, jusqu’à l’avènement de l’imprimé. Comme la manuscriture est un signe de civilisation, elle reste toujours une lettre rapportée et commentée, accumulant de sens derrière laquelle s’efface l’écrivant.
Il existe des axes d’étude comparative entre ce que l'on sait ou infère des origines de la manuscriture avec les comportements de manuscriture de l'enfant, de l'adulte bien portant ou ayant des particularités biologiques ou mentales.

## Rôle dans l’apprentissage de la langue
De nos jours, l’écriture à la main est confrontée aux récentes méthodes d’écriture liées aux avancées technologiques, notamment avec la dactylographie qui est très utilisée dans le monde professionnel. Le mouvement produit pour réaliser une lettre est retenu par le cerveau : de ce fait, à la vue d’une lettre, certaines zones cérébrales participant à l’écriture s’activent. Ces mêmes zones du cerveau s’activent lors de la lecture. Selon une étude scientifique menée par le département neurosciences du CNRS en 2004, l’écriture manuscrite permet aux enfants de plus de quatre ans de mieux mémoriser les lettres, en comparaison à l’écriture au clavier. De nombreux enseignants désirent ainsi miser sur les potentialités du numérique pour l'apprentissage de la production écrite, même s'ils identifient certaines limites, notamment le manque d'adaptation des outils numériques (stylet, souris) adaptés à l'écriture manuscrite.
Dans les années 2010, apparaît une nouvelle spécialité : la graphopédagogie. Exercée par des enseignants spécialisés dans l'écriture manuscrite, cette discipline s'attache au geste d'écriture et à son lien avec les apprentissages.

## Différents modes d’écriture manuscrite

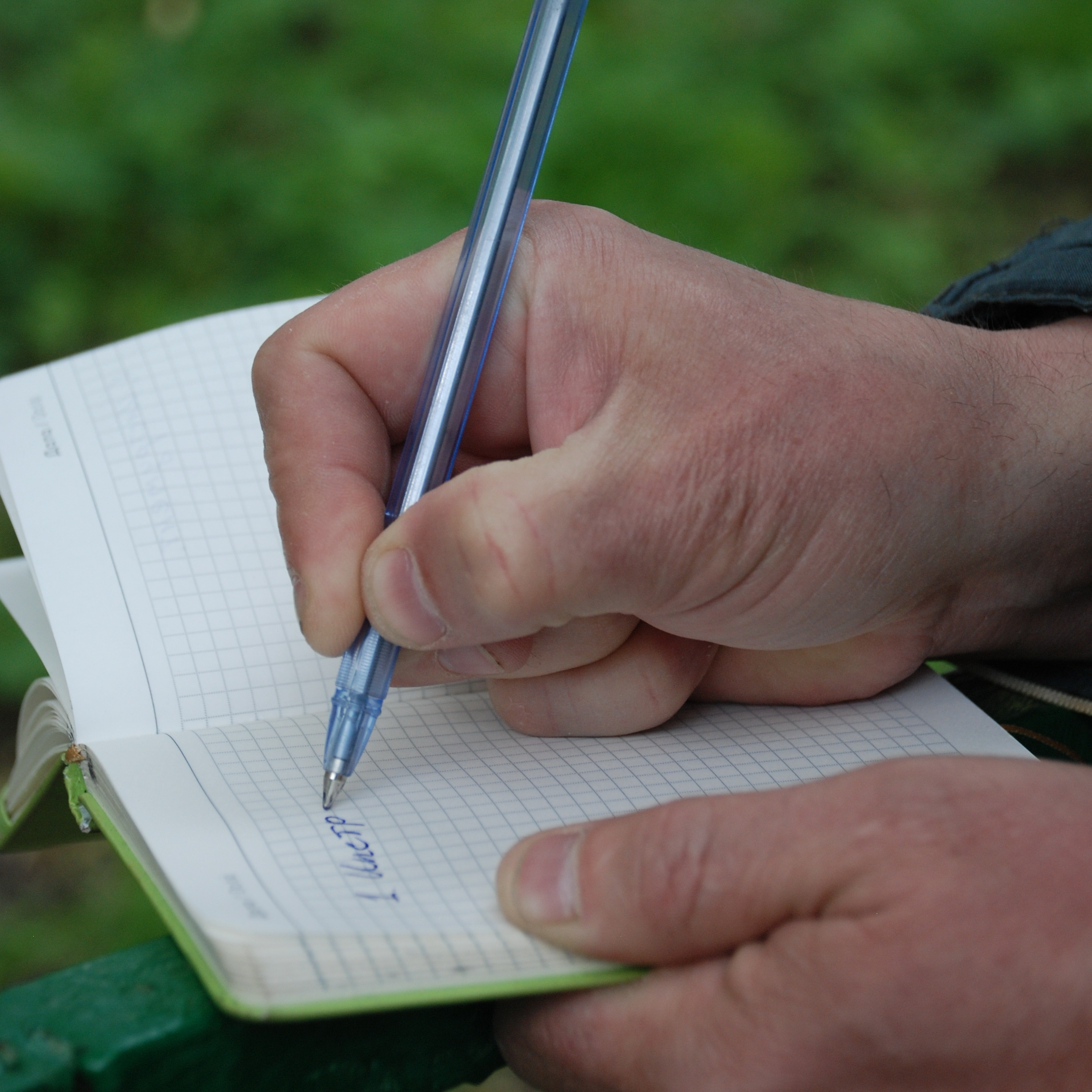
Écrire à la main avec un stylo.

### Écrire à la main avec un stylo sur un support traditionnel
Écrire à la main c’est la réalisation d’une composition manuscrite de gestes graphiques sur des supports classiques (papier par exemple). Les gestes se font avec le stylo, le crayon, le pinceau ou tout autre outil d'écriture. La trajectoire représente les gestes graphiques à l’aide de l’encre.

### Écrire à la main avec un stylet sur un support numérique (technologie résistive analogique)
À l’aide des supports numériques, une composition manuscrite de gestes graphiques peut être réalisée de manière numérique. Les gestes sont souvent effectués par un stylet (stylo sans encre) sur une interface tactile résistive (résistive analogique). Ce mode d’écriture est un changement de support (du papier à l’interface tactile numérique) et d’outil (du stylo au stylet) par rapport au mode antérieur.

### Écrire à la main avec un ou plusieurs doigts sur un support numérique (technologie capacitive)
Grâce à la technologie capacitive, toucher et quitter l’interface tactile capacitive avec doigts de l’utilisateur peut être transférés au signaux électroniques. Donc les gestes sont réalisés simplement par les doigts et sans autres outils. Ce mode est très utilisé dans de nombreux smartphones et tablettes.

## Déclin de l'écriture manuscrite
L'évolution de l'écriture à l'ère numérique montre que l'écriture dactylographique (claviers d'ordinateurs, écrans de tablettes, de smartphones…) supplante l'écriture manuscrite.
Ainsi, selon une enquête IFOP réalisée en 2023 auprès d'un échantillon de 1003 personnes, représentatif de la population française âgée de 18 ans et plus, 78 % des personnes interrogées disent moins écrire à la main qu’il y a dix ans, et 55 % des sondés déclarent utiliser davantage le clavier que le stylo au quotidien.